# دیلیا اونز
دیلیا اونز (انگلیسی: Delia Owens؛ متولد ح. ۱۹۴۹) نویسنده و جانورشناس آمریکایی است. رمان اول او با نام جایی که خرچنگ‌ها آواز می‌خوانند برای ۲۵ هفته غیرمتوالی در صدر پرفروش‌های نیویورک تایمز قرار گرفت. این کتاب بیش از یک سال در این لیست جا داشت. بعلاوه اونز همراه با شوهر سابقش مارک چندین کتاب دربارهٔ مطالعات خود روی حیوانات در آفریقا نوشته‌است؛ مثل ناله کالاهاری، چشم فیل و رازهای ساوانا.

## زندگی‌نامه
اونز در بخش روستایی جورجیا در دهه ۱۹۵۰ متولد شد. او و همسرش مارک اونز، دانشجویان رشته زیست‌شناسی دانشگاه جورجیا بودند. او لیسانس جانورشناسی را از همین دانشگاه و پی اچ دی رفتار حیوانات را از دانشگاه کالیفرنیا در دیویس گرفت و در سال ۱۹۷۴ با همسرش به آفریقا رفت. آن‌ها ابتدا در پارک ملی لوانگوای شمالی و بعد در اوایل دهه ۱۹۹۰ در امپیکا، زامبیا کار کردند. ای بی سی در سال ۱۹۹۶ برنامه ای با نام «بازی مرگ بار: داستان مارک و دیلیا اونز» را به تهیه کنندگی اندرو تیکچ و مجریگری مردیت ویرا پخش کرد. در آن برنامه، به قتل جنجالی یک شکارچی غیرقانونی در زامبیا پرداخته شد که گفته می‌شد کار پسرخوانده و شوهرش بوده‌است. از طرفی هم اتهام «داشتن افکار قدیمی نسبت به آفریقایی‌ها» به این خانواده زده شد. اونز بعد از تکمیل پی اچ دی خود در رشته زیست‌شناسی، مطالعات بوم‌شناسی رفتار غیراهلی افریقایی‌ها را در ژورنال‌های تخصصی از جمله نیچر، ژورنال پستاندارشناسی، رفتار حیوان، و ژورنال آفریقایی بوم‌شناسی چاپ کرد. از طرفی مقاله‌هایی نیز برای تاریخ طبیعی و حیات وحش بین‌المللی نوشته‌است.
دیلیا و مارک اونز از هم جدا شدند و دیلیا در شهرستان باندری، آیداهو زندگی می‌کند.